# 小森
小森（株式会社小森コーポレーション）是日本一家印刷機生產公司，該公司生产卷筒纸胶印机、防伪印刷机、单张纸胶印机、包装印刷机、数字印刷机及其他印刷相关设备。小森采用豐田生產方式。公司會向客户展示每台卷筒纸印刷机在工厂中的生产情况。該公司的制造工厂位于茨城县筑波市。